# Nationalparker i Marokko
Der er 11  Nationalparker i Marokko. Nationalparken Toubkal Nationalpark blev oprettet i 1942 og er Marokkos ældste  og langt den mest besøgte. Parkerne ligger på en linje gennem landet, så de fungerer som en spredningskorridor for dyr og fugle. Den eneste manglende komponent i denne dyrelivskorridor er en kløft mellem Al-Hoceima og Seghir (i nærheden af Hakkama). Lukning af dette hul ville fremme dyrene og fuglenes passage til den spanske park Los Alcornocales. 
- Al Hoceima Nationalpark
- Dakhla Nationalpark (se Dakhla)
- Haut Atlas Oriental Nationalpark
- Ifrane nationalpark
- Iriqui Nationalpark
- Khenifiss Nationalpark
- Khenifra Nationalpark
- Souss-Massa Nationalpark
- Talassemtane Nationalpark
- Tazekka Nationalpark
- Toubkal Nationalpark
- Merdja Zerka Nationalpark  (permanent biologisk reservat)